# Belanovica
Belanovica (en serbe cyrillique : Белановица) est une ville de Serbie située dans la municipalité de Ljig, district de Kolubara. Au recensement de 2011, elle comptait 202 habitants.
Belanovica est officiellement classée parmi les villes de Serbie.

## Géographie
Belanovica est située dans la région du Kačer, dans le centre-nord de la Serbie centrale.

## Démographie
| 1948 | 1953 | 1961 | 1971 | 1981 | 1991 | 2002 | 2011 |
| ---- | ---- | ---- | ---- | ---- | ---- | ---- | ---- |
| 422  | 416  | 344  | 373  | 336  | 260  | 266  | 202  |

|  |